# Верхнеяушево
Верхнеяушево (баш. Үрге Яуыш) — село в Федоровском районе Башкортостана. Административный центр Верхнеяушевского сельсовета.

## География
Расположено на берегу реки Иныш (приток р. Ашкадар)
Расстояние до:
- районного центра (Фёдоровка): 7 км,
- ближайшей ж/д станции (Салават): 64 км.

## История
Основано башкирами Юрматынской волости на собственных землях, известно с 1772 г. под названием Яушево. 
Материалы V ревизии 1795 г. содержат сведения о том, что Яушево — «вновь заведенная» башкиром Яушем Муллашевым деревня в Стерлитамакском уезде Уфимской губернии, где на основе договора о продаже земли обосновались служилые татары и мишарские князья из-под Темникова, из д. Дашкино Краснослободского уезда Пензенской губернии. В конце XVIII века там проживала большая семья мурзы Юсупа Бахтеева сына Дашкина (1711 г. рождения), состоявшая из 5 его сыновей и 15 внуков, также жили его племянник Заит Якупов и родственники Юней Шабанов (Якуповы) и Нарбек Валишин (Нарбековы и Халитовы). Внуки Юсупа Бахтеева штабс-капитан Ахтям Муртазин (1773 г. р.) и поручик Усман Гумеров (1778 г. р.) князья Дашкины служили в Оренбургском гарнизонном полку, а также участвовали в русско-турецкой войне 1806 - 1812 гг. и Отечественной войне 1812 года.   
В 1825 г. здесь жили: князья и мурзы — 67 душ, служилые татары — 7 душ, башкиры — 22 души, государственные крестьяне — 17 душ.  

## Население
| 2002 | 2009 | 2010 |
| ---- | ---- | ---- |
| 482  | →482 | ↘448 |

Национальный состав
Согласно переписи 2002 года, преобладающая национальность — татары (81 %).

## Религия
В селе есть мечеть.